# Вьетнамское телевидение
«Вьетнамское телевидение», сокр. «VTV» или «ВТВ» (вьет. Đài Truyền hình Việt Nam) — вьетнамская центральная государственная телевизионная станция.

## Управление
Как и все средства массовой информации Вьетнама, телестанция является государственной. Финансируется из государственного бюджета и находится в подчинении Министерства культуры и информации.

## История
Первые телепередачи из Южного Вьетнама начались в 1966 году. Было создано «Телевидение Вьетнама» под контролем Правительства Южного Вьетнама, которое было ликвидировано в 1975 году с падением Сайгона.
Телевизионная станция основана 7 сентября 1970 года радиостанцией «Голос Вьетнама», в 1976 году стала отдельной организацией. Вещание на всю территорию страны было обеспечено 30 апреля 1987 года. 1 января 1990 года был запущен телеканал VTV2, 31 марта 1996 года — телеканал VTV3, в 2000 году — международный спутниковый телеканал VTV4, 10 февраля 2002 года — телеканал для национальных меньшинств VTV5, 29 апреля 2007 года — молодёжный телеканал VTV6.

## Покрытие
«Вьетнамское телевидение» («VTV», также по-русски «Вьетнамское национальное телевидение», «Национальное телевидение Вьетнама» или «Центральное телевидение Вьетнама») является единственной общенациональной телестанцией, хотя помимо него и государственного радио «Голос Вьетнама» («VOV») там есть и множество региональных теле- и радиостанций. «Голос Вьетнама» могут принимать в стране 90 % домохозяйств, а «Вьетнамское телевидение» — 87 %.

## Телеканалы
Общенациональные телевизионные каналы:
1. VTV1 (официальный);
2. VTV2 (научно-образовательный);
3. VTV3 (научно-развлекательный)[2];
4. VTV4 (международный)
5. VTV5
6. VTV6
7. VTV7 (Образование и дети)
8. VTV8
9. VTV9